# أودون بريك فلوتن
أودون بريك فلوتن (بالإنجليزية: Audun Fløtten) (و. 1990  م) هو راكب دراجة هوائية نرويجي.

## سباقات أو مراحل فاز بها
| التاريخ       | السباق                     | المركز                  |
| ------------- | -------------------------- | ----------------------- |
| 11 يونيو 2016 | فيين روندت 2016            | المركز الثاني           |
| 12 مارس 2017  | طواف رودس الدولي 2017      | الخامس في التصنيف العام |
| 28 أبريل 2017 | هيمرلاند روندت 2017        | المركز الثاني           |
| 30 أبريل 2017 | سكايف لوبيت 2017           | السادس في التصنيف العام |
| 06 مايو 2017  | سوندفولدن جراند بريكس 2017 | المركز الثالث           |
| 07 مايو 2017  | رينجيريك جراند بريكس 2017  | السادس في التصنيف العام |
| 10 يونيو 2017 | فيين روندت 2017            | الفائز في التصنيف العام |
| 11 يونيو 2017 | جي بي هورسنز 2017          | الرابع في التصنيف العام |
| 05 مايو 2018  | سوندفولدن جراند بريكس 2018 | العاشر في التصنيف العام |

## روابط خارجية
- أودون بريك فلوتن على موقع الاتحاد الدولي للدراجات (الإنجليزية)
- أودون بريك فلوتن على موقع أرشيف الدراجات (الإنجليزية)
- أودون بريك فلوتن على موقع إحصائيات الدراجات الإحترافية (الإنجليزية)
- أودون بريك فلوتن على موقع نسبة الدراجات (الإنجليزية)